# Pride Fighting Championships
PRIDE eller PRIDE Fighting Championships i Japan var världens största mixed martial arts-organisation. Den första Pride-galan hölls i Tokyo Dome den 11 mars 1997. Galan Pride Final Elimination 2003 hade 65 000 åskådare. I en gala samproducerad med K-1, Shockwave/Dynamite, i augusti 2002 hade man 90 000 åskådare.

## Regler
Reglerna i Pride var ungefär densamma som i UFC i USA. Vad som skilde Pride från UFC var att det i Pride var tillåtet att sparka och knäa mot huvudet på en motståndare på marken samt att det i UFC var tillåtet att använda armbågar. UFC har också sina matcher i en oktagonal bur, medan Pride använder sig av en ring liknande den som används i boxning. Matcher gick över tre ronder där den första är på 10 minuter och de två följande är på 5 minuter med 2 minuters pauser mellan varje rond.
Matcher vanns på:
1. Knockout
2. Submission (en fighter klappar på antingen mattan, domaren eller motståndaren, eller verbalt ger upp)
3. Teknisk knockout (domaren stoppar matchen, ansvarig läkare stoppar matchen eller en fighters hörna kastar in handduken)
4. Poäng. Om matchen går tiden ut avgörs den av tre domare. Till skillnad från i boxning bedöms hela matchen och inte rond för rond. Det innebär att en fighter kan vinna en match om han avslutade starkt men tidigare under matchen låg under.
5. Diskvalificering. Regelbrott kan rendera gula kort och tre utdelade gula kort till en fighter innebär att han diskvalificeras.
6. No Contest. Om båda fighters begår regelbrott kan matchen förklaras vara no contest.

Följande var förbjudet under match:
- Skallning, fingrar i ögonen eller motståndarens mun, drag i motståndarens hår och bitande samt att riva motståndaren.
- Attack mot motståndarens skrev.
- Slag (sparkar, armbågar och knytnävsslag) mot baksidan av huvudet eller ryggraden. Slag mot sidan av huvudet eller området kring öronen är tillåtet.
- Tekniker mot enskilda fingrar eller tår, man får inte ta tag i färre än fyra fingrar/tår.
- Slag med armbåge mot ansiktet och huvudet.
- Att med vilje kasta motståndaren ur ringen.
- Lämna ringen.
- Att med vilje ta tag i repen. Man kan inte heller lägga en arm eller ett ben om repen. Hänger man på repen får man en omedelbar varning.
- Att applicera olja, liniment, sprej, vaselin, massagekräm/olja, hårkräm eller någon annan substans på någon del av kroppen. Hittas sådan substans leder det till en omedelbar diskvalificering.

Matcher som hölls i Bushido-galor eller turneringar kunde ha modifierade regler som till exempel färre ronder, att inga matcher kan vinnas på poäng eller att en fighter kan gå fler än en match i en och samma gala.

## Turneringar
Vidare har Pride arrangerat 16-mannaturneringar i olika viktklasser:
- Pride GP 2000, vinnare Mark Coleman, USA.
- Pride MW GP 2003 (mellanvikt), vinnare Wanderlei Silva, Brasilien.
- Pride HW GP 2004 (tungvikt), vinnare Fjodor Emeljanenko, Ryssland.
- Pride MW GP 2005 (mellanvikt), vinnare Mauricio "Shogun" Rua, Brasilien.
- Pride Bushido 2005 WW Tournament (weltervikt), vinnare Dan Henderson, USA.
- Pride Bushido 2005 LW Tournament (lättvikt), vinnare Takanori Gomi, Japan.
- Pride OW GP 2006 (öppen viktklass), vinnare Mirko Filipović, Kroatien.

## Mästerskap
Pride hade två mästerskapsbälten: ett för fighters under 93 kg (205 lbs), en division som av Pride kallades mellanvikt och ett för fighters över 93 kg, kallades tungvikt. Allt fler matcher med lättare fighters arrangerades emot slutet av Prides existens, speciellt under Bushido-galorna, och Pride organiserade 2005 två Bushido-turneringar, en för welterviktare (under 83 kg) och en för lättviktare (under 73 kg). 

## Framstående fighters i Pride
- Ricardo Arona
- Mark Coleman
- Fjodor Emeljanenko
- Mirko Filipović
- Kazuyuki Fujita
- Takanori Gomi
- Gary Goodridge
- Dan Henderson
- Heath Herring
- Quinton Jackson
- Sergei Kharitonov
- Antonio Rogerio Nogueira
- Antonio Rodrigo Nogueira
- Mauricio "Shogun" Rua
- Kazushi Sakuraba
- Semmy Schilt
- Wanderlei Silva
- Nobuhiko Takada
- Igor Vovchanchyn
- Hidehiko Yoshida